# Al-Maghtas
Al-Maghtas (în arabă المغطس, însemnând „botez” sau „scufundare”) este locul tradițional al Botezului lui Isus de către Ioan Botezătorul și venerat ca atare cel puțin de la perioada bizantină